# Vědecký časopis
Vědecký časopis je nejčastějším místem publikování výsledků výzkumu ve vědě, zejména v přírodních vědách. Příspěvky (články) procházejí přísnou kontrolou kvality včetně metodologické správnosti. Vědecké časopisy jsou tematicky úzce specializovány. Přesto mívají příspěvky ve vědeckém časopise podobnou strukturu. Autor příspěvku nedostává za publikování příspěvku autorský honorář.

## Historie
Věda se v 16. a 17. století významným způsobem proměnila a tento vývoj se odrazil mimo jiné v její institucionalizaci. Prvním důležitým krokem byl vznik vědeckých společností jako Accademia dei Lincei či nejstarší učené společnosti na půdě Habsburské monarchie Societas eruditorum incognitorum in terris Austriacis založené v Olomouci. Druhou fází bylo zakládání vědeckých periodik. Dvě nejstarší vznikla v 17. století v Anglii a ve Francii: Philosophical Transactions of the Royal Society a Journal des sçavans, přičemž obě začala vycházet v roce 1665. Nejstarším stále vycházejícím vědeckým periodikem v českém jazyce je Časopis Národního muzea, jehož první číslo vyšlo v roce 1827.

## Obecná definice
Akademický výzkum se neobejde bez sdílení informací a zprostředkovávání výsledků dalším vědcům. Významná část vědecké práce je zakončena publikací v následující formě:
- preprint
- příspěvek ve vědeckém časopise
- konferenční příspěvek
- monografie
- patent.

Vědecké časopisy se od ostatních časopisů v mnoha směrech liší. Jejich prvořadým a typickým rysem je určitá forma hodnocení kvality textu předloženého autorem k publikování, většinou formou recenzního řízení (posouzení, recenze, peer review). Posouzení znamená v optimálním případě anonymní hodnocení několika posuzovateli s takovou odborností, která odpovídá tématu článku předloženého k publikování. Vlastní recenzní řízení trvá poměrně dlouho, není výjimkou ani recenzní řízení probíhající rok. Výsledkem recenzního řízení je rozhodnutí, zda článek bude přijat k publikování, případně zda může být článek přijat k publikování po úpravách vyplývajících z připomínek recenzenta (recenzentů) čili z recenzního posudku. Od redakce některých vědeckých časopisů se autor dozví pouze výsledek, tj. přijat/nepřijat.
Vědecké časopisy mohou být vydávány například univerzitami jako nezisková aktivita. Většina vědeckých časopisů je však vydávána za účelem zisku.[zdroj?] V zásadě existují dva způsoby, jak vydavatel dosahuje zisku. Klasický model je založen na tom, že autor zašle příspěvek redakci vydavatele, která jej předá k recenznímu řízení. Přijatý příspěvek publikuje v tištěném časopise nebo elektronickém časopise s placeným přístupem. Zdrojem zisku je platba za tištěný časopis a platba za přístup k elektronickému časopisu, příp. ke konkrétnímu článku. Autor obvykle neplatí nic. Někteří vydavatelé požadují finanční spoluúčast autora (např. na tisku barevných fotografií nebo na tisku stran přesahujících stanovený rozsah časopisu). Model Open Access je založen na tom, že článek v elektronické formě je čtenářům k dispozici volně, zdarma; to nevylučuje dostupnost placené tištěné verze. Náklady spojené s publikováním, tzn. provoz redakce, provoz internetových stránek, odměny recenzentům atd., nese obvykle autor, méně často instituce, která vydávání časopisu sponzoruje. Někteří vydavatelé nabízejí hybridní model: autor může zvolit, zda chce publikovat v modelu Open Access, nebo v „klasickém“ modelu.

## Článek ve vědeckém časopise
Ve vědeckém časopise jsou publikovány různé typy článků, zejména:
- původní práce (original research)
- krátké sdělení (short communication, letter to editor)
- přehledový článek (review)
- kazuistika (case report).

Kromě uvedených typů článků jsou součástí obsahu vědeckého periodika články, které nemají charakter vědeckého výstupu. Jsou jimi zejména recenze knih (book review), informace o chystané konferenci, příp. stručná informace o konané konferenci a výstupu z konference, společenská oznámení týkající se dané vědecké komunity (životní jubilea, úmrtí), někdy editorial. 
Vědecký článek popisující výstup výzkumu má vžitou strukturu, která se sice mezi jednotlivými obory může lišit, ale obvykle pouze nepatrně:
- abstrakt (abstract) – stručné shrnutí obsahu textu
- úvod (introduction) – uvedení do problematiky v širším kontextu
- materiál a metody (material and methods) – popis použitých metod včetně metod analýzy dat
- výsledky (results) – naměřené hodnoty, tabulky, grafy, obvykle se stručným komentářem
- závěr (conclusion) – vyhodnocení a interpretace výsledků
- diskuze (discussion) – zařazení výsledků do širšího kontextu, naznačení dalšího směru výzkumu
- použitá literatura (literature) – uvedení všech použitých pramenů

V kratších článcích mohou být některé sekce spojeny (obvykle závěr s diskuzí). Někteří vydavatelé tištěných časopisů požadují od autora příspěvek co nejstručnější, takže text může být obtížně srozumitelný i odborníkovi a nemusí být na první pohled zřejmé, zda v článku nejsou hrubá pochybení.[zdroj?] Elektronické publikování limitaci počtem stránek vesměs odstranilo a autoři jsou často povzbuzováni k co nejpodrobnějšímu popisu použitých metod a k publikaci dalších dokumentů (supplementary material), například obsáhlých tabulek surových dat, pořízených videonahrávek nebo virtuálních histologických preparátů. PLOS ONE dokonce, i když s malým úspěchem, povzbuzuje autory, aby jako přílohu k článku publikovali překlad článku do národního jazyka autorů.
Přehledové články mají strukturu odpovídající spíše kapitole v učebnici. Jejich cílem je seznámit čtenáře-odborníka s pokroky v úzké oblasti, kterou se bezprostředně nezabývá.
Často se používají i označení zdůrazňující, že při tvorbě byly použity metody medicíny založené na důkazech. Jedná se zejména o sumarizaci předešlých výsledků provedenou sofistikovaným způsobem. Metaanalýza (meta-analysis) statistickými nástroji sumarizuje výsledky předešlých vědeckých článků, zejména klinických studií. Měla by být provedena tak, aby byly zahrnuty všechny výsledky. Systematický přehled (systemic review) je do značné míry podobný metaanalýze, liší se především tím, že všechny předchozí výsledky jsou analyzovány spíše z hlediska odbornosti autora.

## Hodnocení významu periodik
Publikování výsledků výzkumu má v různých periodikách různý dopad na vědeckou komunitu. Zatímco v některých významných mezioborových časopisech je dopad mimořádně široký (Nature, Science), publikace v jiných časopisech znamená, že výsledek prakticky zapadne. Toto striktní dělení mělo mnohem větší význam v minulosti, kdy se vědec mohl dostat jen k těm výtiskům, které měl fyzicky v knihovně, případně si mohl různě složitě obstarávat samostatný výtisk/kopii článku (tzv. separát), dnes je díky snadné elektronické dostupnosti časopisů situace mnohem snazší, protože vědec si může článek stáhnout z internetu – klasický článek za poplatek, článek publikovaný formou Open Access zdarma.
I tak má ovšem hodnocení významu časopisu velký význam. V časopisech hodnocených jako horší je větší pravděpodobnost, že budou publikovány výsledky, které jsou nepřínosným opakováním známého nebo metodicky natolik chybné, že je výsledek špatný. Neexistuje univerzální způsob hodnocení kvality vědeckého časopisu, protože různé vědecké obory mají různé publikační zvyklosti. Tak například publikace v národním jazyce je pokládána za nevhodnou v přírodních vědách a v biomedicíně, v některých společenských vědách s lokálním významem je zcela normální regionálně zajímavý poznatek publikovat v regionálně významném jazyce, protože se očekává, že odborníci, kteří se podobnou problematikou zabývají, příslušný jazyk dobře ovládají.
V přírodních vědách a v technických vědách je užívaným ukazatelem kvality časopisu impakt faktor (IF), tedy průměrná citovanost článků za poslední dva roky. Pro svoji jednoduchost a snadnou dostupnost je široce používaný v řadě scientometrických aplikací, zejména při administrativním hodnocení kvality výzkumu (v ČR známý „kafemlejnek“). Hlavní výhodou IF je, že je snadno dostupný a snadno srovnatelný. Vedle toho má IF i řadu nevýhod a slabin. Zásadní nevýhodnou je to, že v různých i poměrně blízkých oborech panují různé citační zvyklosti. Hodnota IF je tak odvislá od oboru, např. pro časopisy v oboru Patologie má nejvyšší IF časopis Annual Review of Pathology: Mechanisms of Disease (25,794), pro časopisy v oboru Lesnictví má nejvyšší IF časopis Agricultural and Forest Meteorology (3,421).
Protože IF nemají všechny vědecké časopisy, zejm. ne začínající, používají se pro orientační hodnocení kvality takových časopisů např. podíl přijatých článků (Acceptance Rate). Časopisy, které mají tento podíl příliš vysoký, jsou spíše málo kvalitní. I zde ovšem existují výjimky. Tak například některé významné a vysoce impaktové přehledové časopisy (např. Physiological Review) publikují pouze vyžádané přehledové články, takže k tisku jsou, i když ne nezbytně bez požadavků dalších úprav, přijaty téměř všechny rukopisy. Podobně časopisy PLOS mají poměrně vysoký podíl přijatých článků, protože jasně deklarovanou politikou redakce je, že recenze bude zaměřena jen na hrubé chyby a na hrubé posouzení vědecké hodnoty, vlastní hodnocení kvality je na čtenáři; dokonce jsou články doplněny prostorem pro komentáře registrovaných čtenářů.

## Kontroverze
Ve světě existuje okolo 28 000 vědeckých časopisů. Podle Meha ovšem až 50 % vydaných článků nečete kromě autora a recenzentů nikdo.

### Protežování
Průzkum téměř 5 milionů článků publikovaných v letech 2015–2019 v 5468 biomedicínských časopisech indexovaných v National Library of Medicine odhalil redakční zaujatost a nepotismus. Studie uvádí, že vědci, kteří byli členy redakční rady biomedicínského časopisu, publikovali rychleji a častěji.

### Jazyk
Vědeckým jazykem se téměř výhradně stala angličtina. Časopisy ale nedělají téměř nic, aby se jazyková bariéra odstranila.

### Selhání recenzního řízení
Několik vědeckých afér bylo spjato s tím, že recenzent byl ve skutečnosti zainteresován na výsledku určité studie. Proto při hodnocení nevadily ani zcela zásadní nedostatky, které by měly znamenat odmítnutí textu. Některé seriózní časopisy proto přistupují k tomu, že recenzent je sice anonymní v okamžiku recenze, ale pokud je článek přijat k publikování, je součástí článku i jméno recenzenta (recenzentů) a délka recenzního řízení. Nápadně rychlé recenzní řízení nebo například nedávné spoluautorství recenzenta s autorem je známkou selhání.

### Platba za publikaci
Hybridní model tvorby zisku pro vydavatele může být rizikem, pokud autor již při odesílání deklaruje dobrovolný úmysl platit za článek (např. časopisy vydavatelství SAGE) nebo za rychlejší publikaci (např. časopis Radioengineering). Vyvstává riziko, že na recenzenta bude vyvíjen tlak, aby neodmítal článek, ze kterého plyne vyšší zisk.[zdroj?]

### Publikace mimo odbornost
Někdy bývají kontroverzní nálezy publikovány v časopisech, které se zabývají zcela jiným oborem, např. výsledek epidemiologického šetření je publikován v časopise zabývajícím se biochemií. Problémem je, že takový časopis obvykle nedisponuje recenzentem z adekvátního oboru, takže mohou být přehlédnuty i zcela zásadní metodologické chyby, které výsledek zcela znehodnocují.[zdroj?]

### Manipulace s IF
Protože IF časopisu, v němž byly publikovány výsledky, je základním nástrojem určení „hodnoty“ výzkumu, a tedy nástrojem řízení finančního toku, jsou vědci motivováni publikovat v časopisech s co nejvyšším IF. Snaha zvýšit IF může být korektní (propagace časopisu např. zasíláním ukázkových čísel) nebo nekorektní. Mezi nekorektní metody patří zejména zásah editora, který do publikovaného článku přidá odkazy na související články v časopise, jenž edituje. Někdy je k tomu vyzván autor. (V odborném či vědeckém časopisu má metoda jiný význam; pokud příspěvek k danému tématu není součástí použité literatury či na něj není odkázáno jiným způsobem v textu, např. „srov.“, „viz též“ aj.; např. časopis Česko-slovenská patologie). Mezi nekorektní metody na straně autorů (vyžadující ovšem spolupráci redaktora) patří:
- excesivní autocitace – autor v textu nadměrně cituje vlastní práce;
- citační bratrstvo – vzájemné citování autora autorem, byť citovaná práce příliš tematicky nesouvisí nebo není pro publikovaný příspěvek významná atp.

Firma Thomson Reuters, která spravuje databázi Web of Knowledge a uděluje IF, po těchto aktivitách cíleně pátrá a pokud zjistí pochybení, odebere časopisu IF. Něco takového potkalo např. The Scientific World Journal (drobné pochybení, IF odebrán pouze na rok) nebo český Agricultural Economics, dříve Zemědělská ekonomika (rozsáhlé nekorektní aktivity, IF odebrán dlouhodobě).

### Falešné vědecké časopisy
Struktura vědeckého časopisu bývá někdy napodobována. Cílem je publikovat myšlenky či názory, které vědecká komunita pokládá za vyvrácené nebo nesmyslné. Cílem je jednak vzájemné přesvědčování se členů skupiny o správnosti a jednak přesvědčování laiků, kteří nedokáží rozeznat, že časopis není vědecký, a přikládají prezentovanému tvrzení vysokou váhu. Společným rysem falešných a predátorských časopisů je neexistující recenzní řízení, resp. jejich obsah neprochází žádným recenzním řízením nebo prochází řízením fiktivním. Takové časopisy nebývají indexovány v žádné databázi.
Dalším častým případem nápodoby struktury časopisu je agresivní obchodní model zneužívající Open Access: je založen časopis (názvem často napodobující název existujícího hodnotného časopisu) a láká agresivně vědce všech oborů, zejména začínající, na rychlé a poměrně levné publikování.
Predátorské časopisy využívají i prestižní instituce a nejsou doménou nízkopříjmových zemí.